# Лаодіка (сестра Мітрідата VI)
Лаодіка (130/129 до н. Е. — близько 90 до н. е.) — Понтійська принцеса і королева, що доводилася рідною сестрою  Мітрідату VI.

## Біографія
Була другою дочкою в сім'ї правителів  Понта  Мітрідата V і  Лаодіки VI.
Її батько був отруєний на власному бенкеті близько 120 року до н. е. в столиці своєї держави — місті Синопа. У заповіті він передав владу своїй дружині і двом синам: Мітрідату VI і  Мітрідату Хресту. Вся влада виявилася в руках Лаодіки VI, що стала регентом при своїх дітях. Під час свого правління вона віддавала перевагу Хресту, а Мітрідату VI через побоювання за своє життя довелося ховатися.
Між 116 і 113 роками до н. е. він повернувся на батьківщину і змістив з трону матір і брата. Після проголошення себе царем Понта він відправив їх до в'язниці. Його мати там і померла, а Хрест помер там або через проблеми зі здоров'ям, або був убитий за наказом державця. Після їх смерті Мітрідат VI влаштував для них пішні поминки.
Мітрідат одружився зі своєю сестрою, тим самим зберігши чистоту правлячої династії і застрахувавши права майбутніх нащадків. Через шлюб Лаодіка стала царицею Понта.
Лаодіка народила своєму братові чотирьох синів: Мітрідата,  Аркафія, Махара і  Фарнака II, а також двох дочок:  Клеопатру Понтійську і  Дріпетіну.
Лаодіка та її чоловік встановили хороші відносини з громадянами Афін і острова Делос. На знак подяки за щедрі дари в Делосі в їх честь були споруджені статуї.
Під час відсутності свого чоловіка Лаодіка налагодила контакт з друзями покійного Хреста, один з яких став її коханцем.
Несподівано повернувшись в своє царство, Мітрідат дізнався про зраду Лаодіки. Вона і її спільники були страчені. Після цієї події монарх ніколи не проголошував своїх дружин царицями.